# Polizeiratanwärter
Polizeiratanwärter bzw. Kriminalratanwärter ist die Dienstbezeichnung für Anwärter des zweiten Einstiegsamts der zweiten Laufbahngruppe (ehemals höherer Dienst) im Polizeivollzugsdienst. Bei einigen wenigen Ländern, wie etwa in Sachsen, wird auch die Dienstbezeichnung Polizeireferendar verwendet.

## Voraussetzungen
Die Zulassungsvoraussetzungen für den Einstieg in den höheren Dienst von Polizeivollzugsbeamten sind in den jeweiligen Laufbahnverordnungen der Länder definiert. Auch wenn sich die Voraussetzungen meistens stark ähneln, so kann es jedoch hinsichtlich einzelner Kriterien (bspw. Abschlussnote für den gehobenen Dienst und Lebensalter) Unterschiede geben. Ein Direkteinstieg in den höheren Polizeivollzugsdienst für Polizeivollzugsbeamte ist nicht möglich.
Die Voraussetzungen – je nach Bundesland – lauten häufig (nicht abschließend):
Der Bewerber:
- … muss erfolgreich die Laufbahnprüfung für den gehobenen Polizeivollzugsdienst abgelegt haben.
- … muss eine bestimmte Note (meistens Befriedigend oder besser) in der Laufbahnprüfung für den gehobenen Dienst erreicht haben.
- … darf ein bestimmtes Lebensjahr noch nicht vollendet haben.
- … muss ausreichende Berufspraxis im Polizeidienst erlangt haben und überdurchschnittliche Leistungen gezeigt haben.
- … muss für die Verwendung geeignet erscheinen.

Vereinzelt wird auch das Erreichen einer bestimmten Amtsbezeichnung (häufig Polizei-/Kriminalhauptkommissar, Besoldungsgruppe A11) gefordert. Zusätzlich wird ein Auswahlverfahren durchgeführt, um die individuelle Eignung der Bewerber zu prüfen.

### Direkteinstieg für Volljuristen
In einigen Bundesländern, wie beispielsweise Niedersachsen und Nordrhein-Westfalen, ist für Volljuristen der Direkteinstieg in den höheren Polizeivollzugsdienst möglich. Diese werden im Rahmen einer Einführungszeit durch fachpraktische und polizeiorientierte Verwendungen sowie der Teilnahme an Studienkursen intensiv auf die spätere Führungsposition vorbereitet. Nach erfolgreichem Abschluss des Vorbereitungsdienstes werden die Volljuristen zu Polizeiräten/Kriminalräten ernannt und beginnen anschließend ihren Polizeidienst in den jeweiligen Behörden. Der Rahmen des Vorbereitungsdienstes variiert je nach Vorgaben der Länder und setzt häufig das Durchlaufen eines Eignungsauswahlverfahrens mit Hinblick auf die vollzugspolizeiliche Verwendungsmöglichkeit und andere Kriterien voraus.

## Studium
Der Vorbereitungsdienst im höheren Polizeivollzugsdienst besteht aus einem zweijährigen Studium, in dem Polizeiführung gelehrt wird. Dabei handelt es sich um einen Master-Studiengang, der in Form von Modulen aufgebaut ist und sowohl theoretische als auch praktische Studienabschnitte umfasst. Das Studium wird mit einer erfolgreichen Masterarbeit und einer Prüfung vor dem Prüfungsausschuss der Deutschen Hochschule der Polizei in Münster abgeschlossen.

## Polizeien des Bundes
Beamte auf Widerruf führen während des Vorbereitungsdienstes im höheren Polizeivollzugsdienst in der Bundespolizei die Dienstbezeichnung Polizeiratanwärter (§ 5 Abs. 2 Nr. 3 BPolLV), im höheren Kriminaldienst des Bundes für eine Verwendung im Bundeskriminalamt die Dienstbezeichnung Kriminalratanwärter (§ 5 Abs. 1 S. 2 KrimLV). Die Polizei beim Deutschen Bundestag führt keinen Vorbereitungsdienst für den höheren Polizeivollzugsdienst beim Deutschen Bundestag durch.